# Hadar (Éthiopie)
Pour les articles homonymes, voir Hadar.
Hadar est un site paléontologique localisé dans la woreda de Mille, en Éthiopie, située dans la basse vallée de l'Awash, sur la rive gauche du fleuve, dans la région Afar,. Le site, daté de 3,3 à 2,9 Ma AP (Pliocène supérieur), se trouve à l'est du Kada Hadar et à l'ouest de l'Unda Hadar, deux affluents de l'Awash,.

## Historique
Hadar est le lieu où le programme de recherche international dirigé par le géologue français Maurice Taieb, l'International Afar Research Expedition, a permis la découverte en 1974, par l'américain Donald Johnson d'un squelette  incomplet d'Australopithecus afarensis vieux de 3,18 millions d'années, un fossile mondialement connu sous le nom de Lucy. Cette découverte a représenté une avancée majeure de la paléoanthropologie dans les années 1970,,,,.
Hadar a donné son nom à la formation géologique de Hadar,,,,, dont les couches stratigraphiques s'échelonnent entre environ 3,5 et 2,3 Ma.

## Pour approfondir